# Вонк, Ханс (футболист)
Йоханнес Адрианюс (Ханс) Вонк (нидерл. Johannes Adrianus "Hans" Vonk; род. 30 января 1970, Альбертон) — южноафриканский футбольный вратарь, завершивший спортивную карьеру. Выступал за сборную ЮАР.

## Биография

### Клубная карьера
Ханс Вонк родился 30 января 1970 года, в городе Альбертон в южноафриканской провинции Гаутенг. Его родители нидерландцы, которые некоторое время работали в ЮАР. Ещё совсем ребёнком Вонк вместе с родителями вернулся на их родину в Нидерланды, где и началась его футбольная карьера. В 18 лет Ханс подписал контракт с «Валвейком», но был лишь третьим голкипером в клубе, за два с половиной года Вонк провёл всего 25 матчей. В 1991 году Вонк перешёл в «Вагенинген», в котором провёл весь сезон 1991/92 во второй нидерландской лиге, но 30 июня 1992 года клуб был расформирован, и Вонк был вынужден искать новую команду.
В сезоне 1992/93 Вонк защищал ворота «Ден Боса», а с 1993 по 1996 год был голкипером «Валвейка», в котором начинал свою карьеру, за три года Ханс провёл 80 матчей. В 1996 Вонк перешёл в «Херенвен», в котором на протяжении восьми сезонов был первым голкипером в клубе. Летом 2004 года Вонк покинул «Херенвен» и подписал контракт на три года с амстердамским «Аяксом». Но в «Аяксе» Вонк стал лишь третьим голкипером после Мартена Стекеленбурга и Богдана Лобонца.
Летом 2006 года Вонк вернулся на родину и подписал двухлетнее соглашение с южноафриканским «Аяксом» из Кейптауна. В кейптаунском «Аяксе» Вонк сразу стал капитаном клуба. За два года Ханс провёл 51 матч. 7 октября 2008 года Вонк подписал контракт со своим бывшим клубом — амстердамским «Аяксом» — до 1 июля 2009 года. Так и не сыграв ни одного матча в 2008 году за «Аякс», Ханс в январе 2009 года перешёл в «Херенвен», в котором ранее выступал с 1996 по 2004 год. С «Херенвеном» Ханс подписал контракт до 30 июня 2010 года. Дебют Вонка состоялся 7 марта 2009 года в матче против «Гронингена», в своём дебютном матче Ханс пропусти всего один мяч, который забил полузащитник «Гронингена» Данни Холла на 69-й минуте, но в итоге «Херенвен» в домашнем матче одержал победу со счётом 2:1. Ханс в команде был лишь вторым вратарём после бельгийца Брайна Ванденбусше, поэтому Вонк сыграл только четыре матча в чемпионате Нидерландов сезона 2008/09. 17 мая 2009 года Ханс участвовал в финальном матче кубка Нидерландов против «Твенте». Основное время матча завершилось вничью 2:2, а в серии пенальти победу одержал «Херенвен» со счётом 5:4, выиграв впервые в истории кубок Нидерландов. В июне 2009 года Ханс вернулся в «Аякс» из Кейптауна. В мае 2011 года объявил о завершении карьеры игрока.

### Карьера в сборной
Благодаря своей игре за «Херенвен» в конце 1990-х гг., Ханс получил приглашение в сборную Южной Африки. Его дебют за сборную состоялся в марте 1998 года. Всего за сборную Вонк провёл 43 матча, был участником двух чемпионатов мира, 1998 и 2002 года. Свою последнюю игру за сборную Вонк провёл 13 ноября 2005 года в товарищеском матче против Сенегала.

## Достижения
- Обладатель Суперкубка Нидерландов: 2005
- Обладатель Кубка Нидерландов: 2006, 2009